# Musée des Pêcheries
Les Pêcheries, musée de Fécamp  est un musée qui regroupe l'ensemble des collections municipales de la ville de Fécamp. Ouvert depuis décembre 2017, il est situé au cœur du port de Fécamp, dans une ancienne sécherie de morue appartenant autrefois à l'armement morutier Les Pêcheries de Fécamp. Il regroupe les anciennes collections du musée des Terre-Neuvas et de la pêche et du musée des Arts et de l'Enfance.

## Le bâtiment

### Histoire du lieu
Les Pêcheries, musée de Fécamp est situé sur le port de Fécamp, à l'angle du Grand-Quai, dans un bâtiment industriel réhabilité : il s'agit d'une ancienne sécherie de morue appartenant à l'armement Les Pêcheries de Fécamp, et d'abord appelée « La Morue Normande ». Le bâtiment de La Morue Normande date de 1950 ; il a été conçu par l'architecte parisien André Hamayon et construit par l'entrepreneur Florentin Pollet. L'usine, mise en service en 1950, fut dirigée par Honoré York qui y développa à partir des années 1960 une activité de saurisserie. Les activités industrielles cessent en 1996.
Le projet de réhabilitation remonte à l'année 2003. Après plusieurs années de travaux, le musée a été inauguré le vendredi 8 décembre 2017. Il réunit en un seul lieu les collections des anciens musées municipaux, à savoir le musée des Terre-Neuvas et de la pêche et le Musée des Arts et de l'Enfance.
La réhabilitation extension est l’œuvre du cabinet d’architectes Basalt Architecture.

### Historique des musées de Fécamp
Les Pêcheries, musée de Fécamp réunit en un seul lieu les collections des deux anciens musées municipaux — le musée des Terre-Neuvas et de la pêche et le musée des Arts et de l'Enfance —, ce dernier réunissant les collections des anciens musées du Vieux-Fécamp créé en 1910, du musée de l’Enfance du docteur Léon Dufour, créé en 1918 et légué à la ville en 1926, et les objets d’arts légués par les époux Leroux en 1950.

### Muséographie des Pêcheries
La visite commence par le belvédère avec accès par ascenseur puis en descendant étage par étage un ample escalier central. Les collections se développent ainsi sur plusieurs niveaux.
- Belvédère : il offre une vue à 360° sur la ville, le port et la Manche. Trois plans-reliefs y sont disposés permettant de comprendre l'évolution urbanistique de la cité depuis le Moyen Âge jusqu'à nos jours.
- 4e étage : la galerie historique présente une série d'objets retraçant l'histoire de la ville.
- 3e étage : c’est un espace consacré à l’histoire des pêches à la morue, au hareng et la pêche fraîche pratiquées par les Fécampois.
- 2e étage : il présente une importante collection de Beaux-Arts, une mise en perspective de la vie traditionnelle en Pays de Caux, un cabinet de curiosités, les collections du Musée de l'Enfance du docteur Léon Dufour, comprenant notamment une fascinante collection de biberons depuis l'Antiquité jusqu'à la période contemporaine.
- 1er étage : il est dédié aux expositions temporaires et au centre de documentation.
- Entresol : il est occupé par les anciens vestiaires des filetières et le bureau de l’armateur, tous deux se visitent avec un guide.
- Rez-de-chaussée : il est composé de l’accueil, de la librairie et d’un auditorium.

## Galerie historique
Située en contrebas du belvédère, la galerie historique présente l'histoire de la cité avec des éléments archéologiques de l'époque paléolithique jusqu'à l'histoire du mur de l'Atlantique. Le musée évoque également l'abbaye de Fécamp, les Corsaires, l'histoire des loges maçonniques et la naissance des bains de mer.

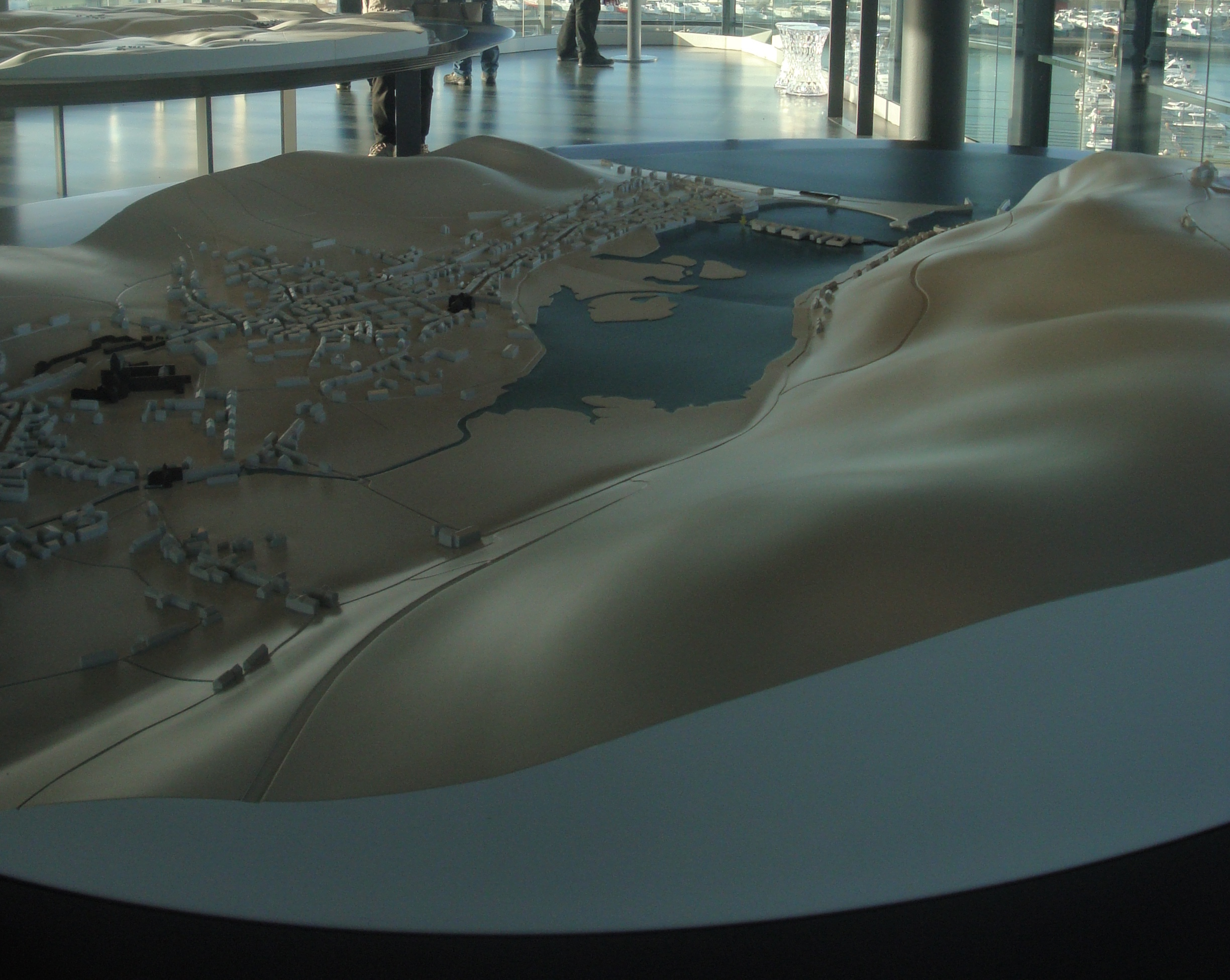
Plan-relief de la ville de Fécamp - Musée des Pêcheries
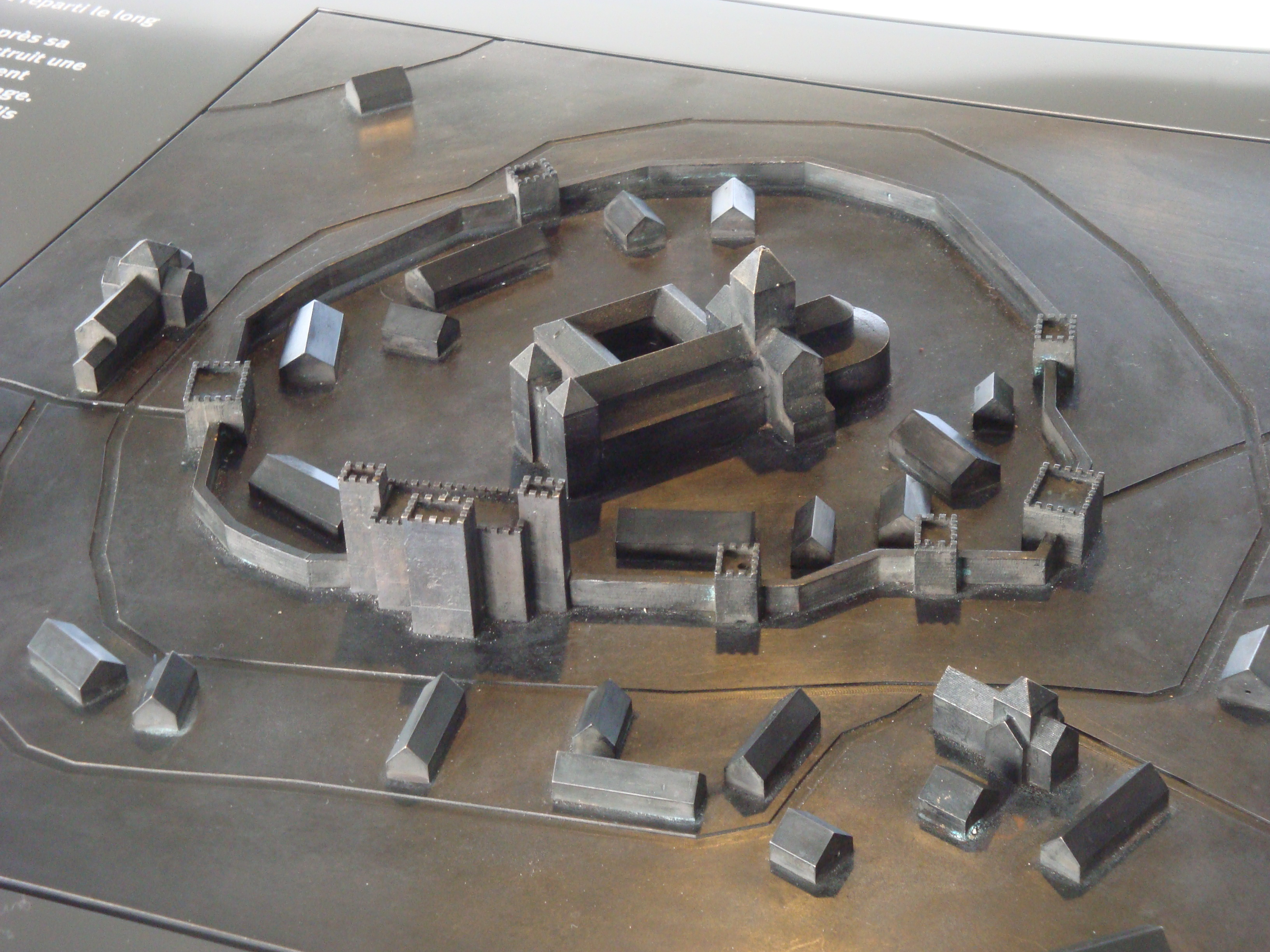
Fécamp au XIIe siècle Plan-relief
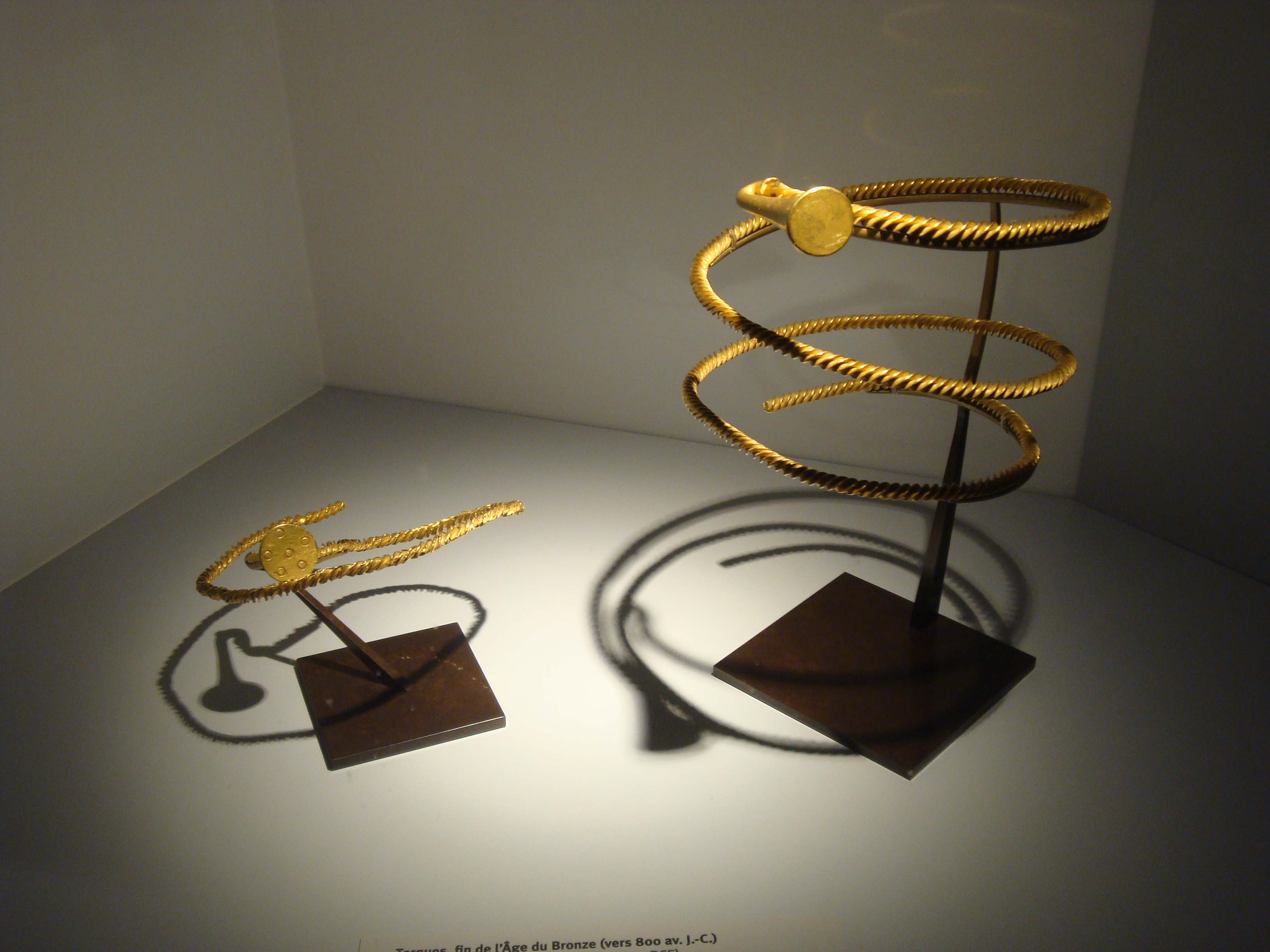
Torques en or - âge du Bronze.
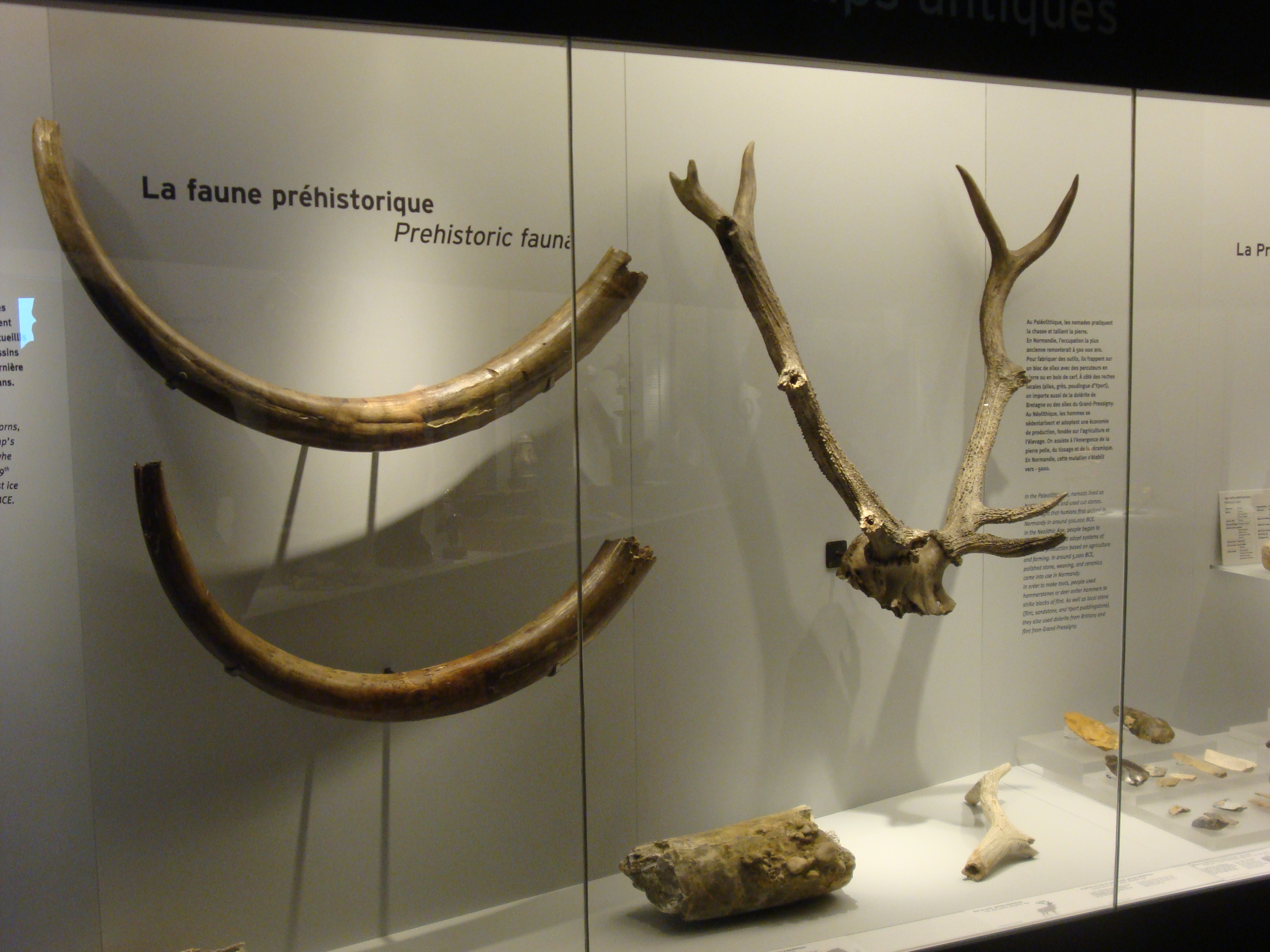
Défenses de mammouths trouvées dans le port de Fécamp
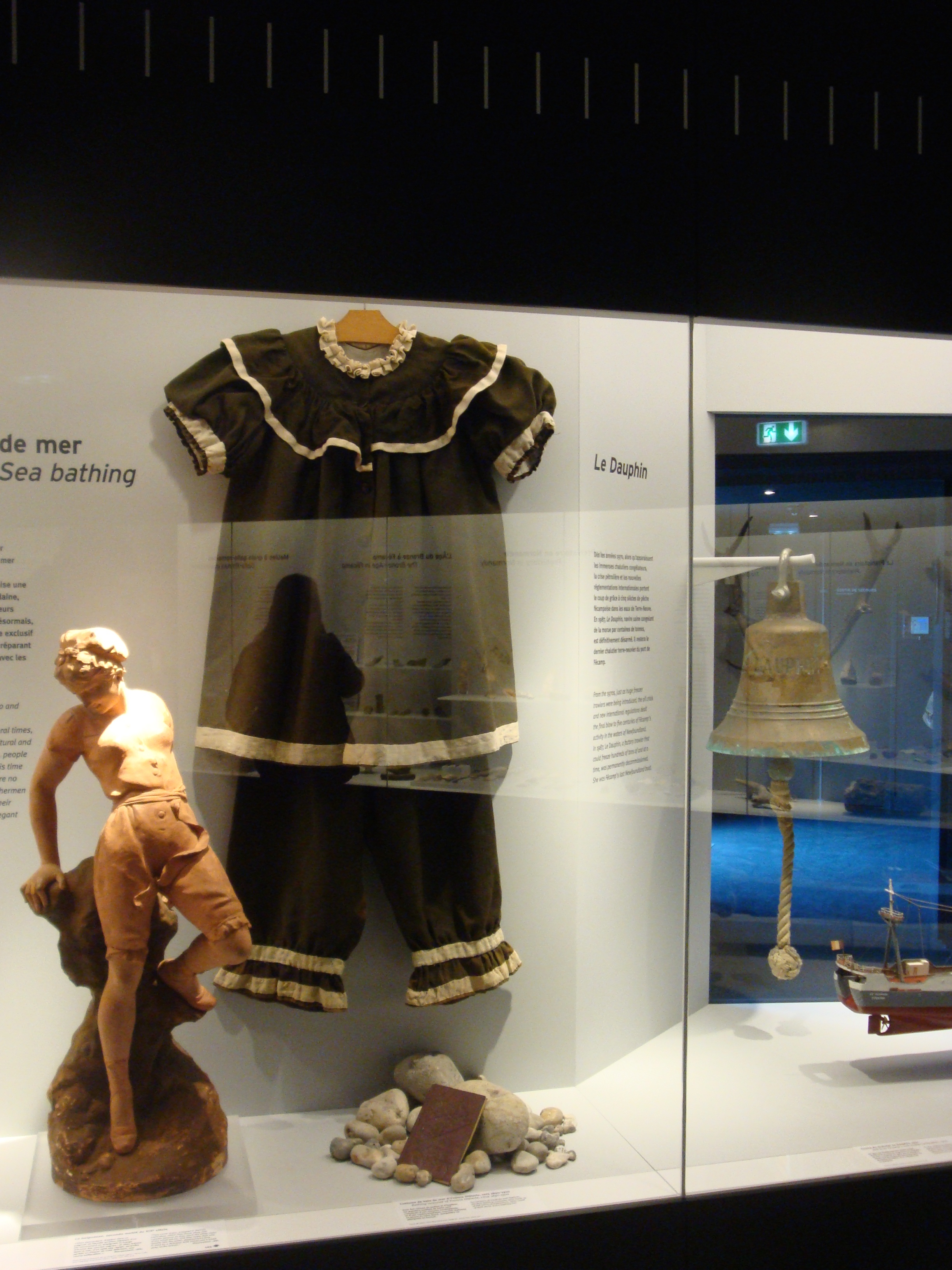
Costume de bain de mer, XIXe siècle.
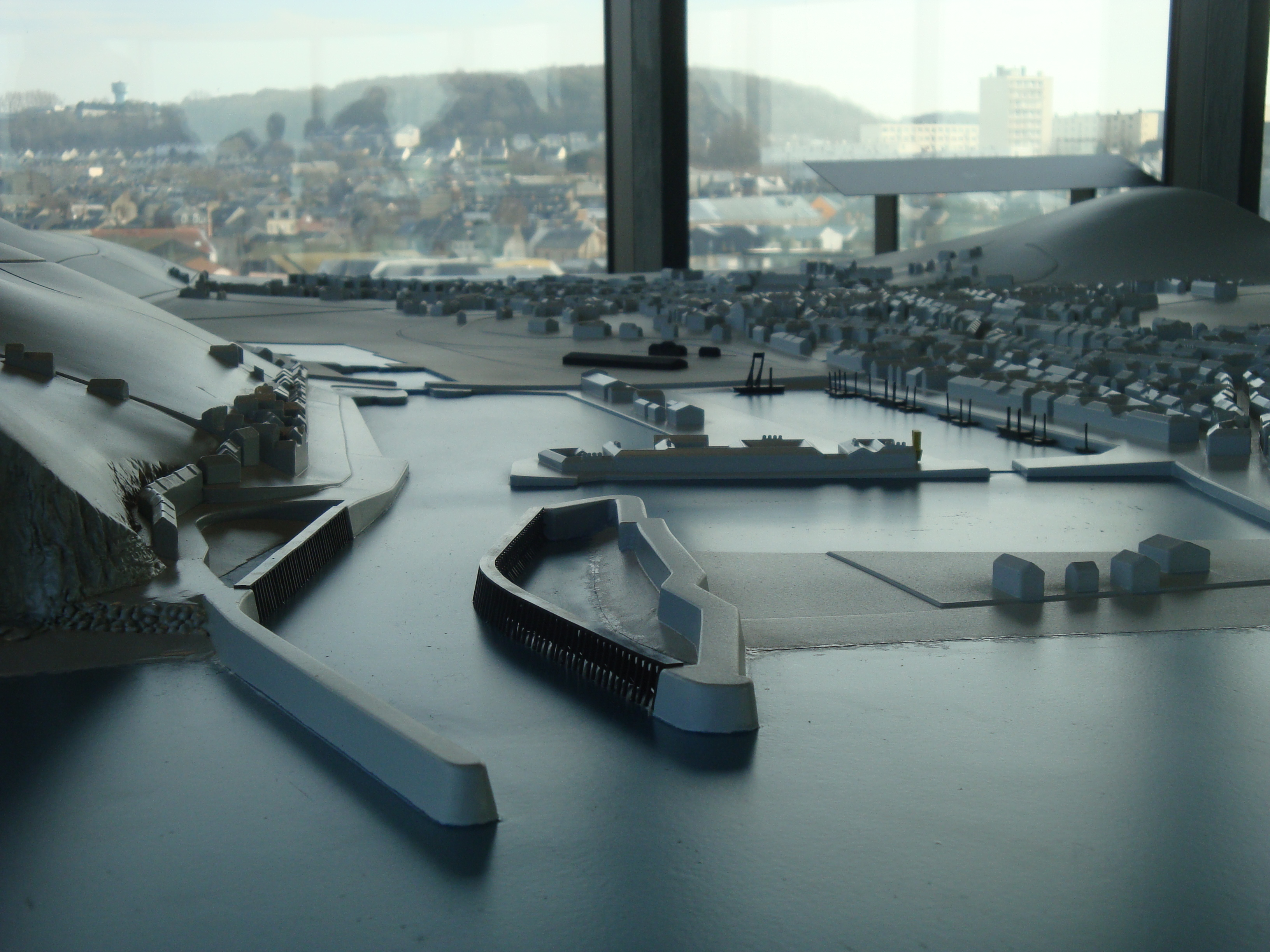
Fécamp au XIXe siècle plan-relief

### Paléolithique
Le territoire de Fécamp est occupé depuis l’époque paléolithique. Les visiteurs peuvent observer les vestiges d’une présence humaine grâce à des bifaces datant de -300 000 ans. Auxquelles s’ajoutent d’autres types d’éléments archéologiques comme des défenses de mammouth trouvées lors de la construction d’une partie du port au XIXe siècle.

### Période gallo-romaine
Des vestiges de cette période sont présentés dans une section de la galerie historique : des meules à grain gallo-romaines, des monnaies gauloises du Ier siècle av. J.-C., des fibules du Ier siècle etc. De nombreux sites ont été fouillés aux alentours de Fécamp, notamment par l’abbé Cochet.

### Au temps des ducs de Normandie
Capitale du duché de Normandie au Xe siècle, la ville de Fécamp garde d’importants vestiges de cette époque. Notamment le Trésor de Fécamp dont le musée possède quelques dizaines de monnaies.

### Les bains de mer
Fécamp est une ville industrielle au XIXe siècle mais c’est aussi en parallèle une ville attirant de plus en plus une population mondaine. Le développement du chemin de fer et l’enthousiasme pour les bains de mer y sont pour quelque chose. Ainsi, une section des collections illustre l’engouement des bains de mer à partir de la deuxième moitié du XIXe.

## Séquence Marine et Pêche

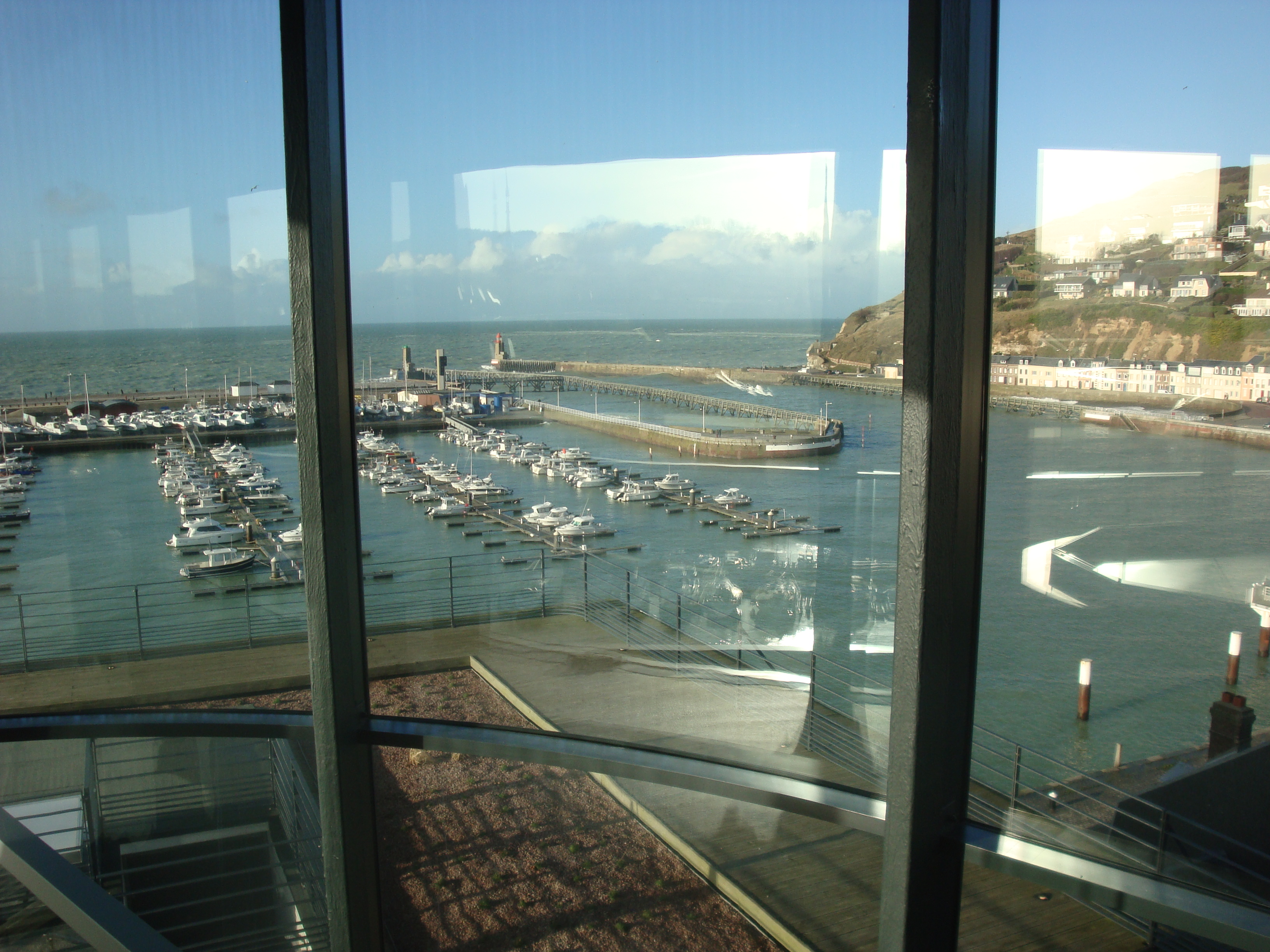
Musée des Pêcheries, Fécamp vue du Belvédère sur le port
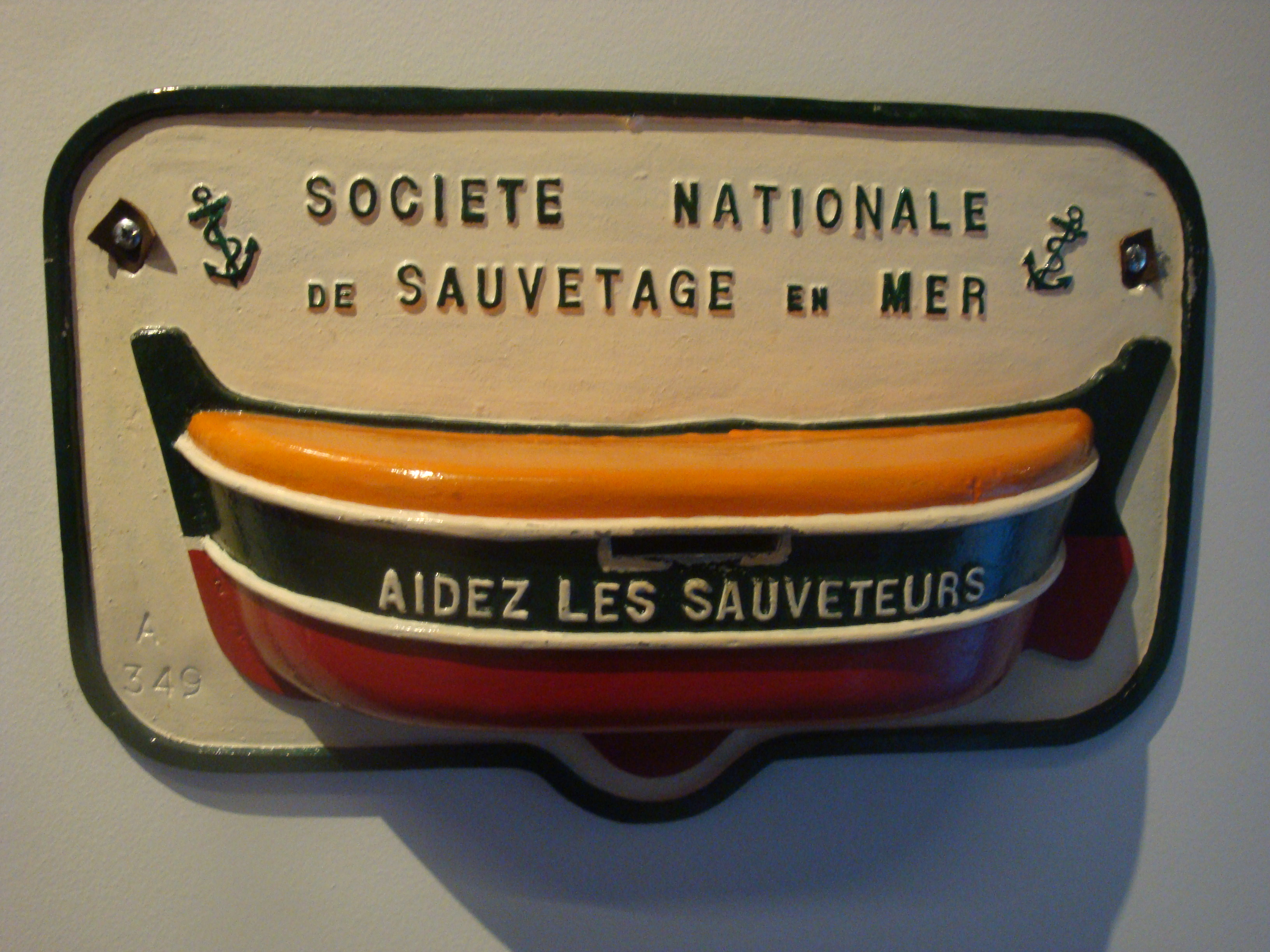
Ancien tronc pour le sauvetage en mer - Musée des Pêcheries - Fécamp
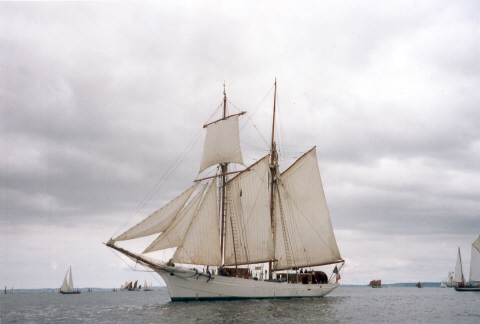
Le Musée des Pêcheries présente la maquette de chantier de La Belle Poule, fameuse goélette de la Marine nationale construite en 1932 à Fécamp
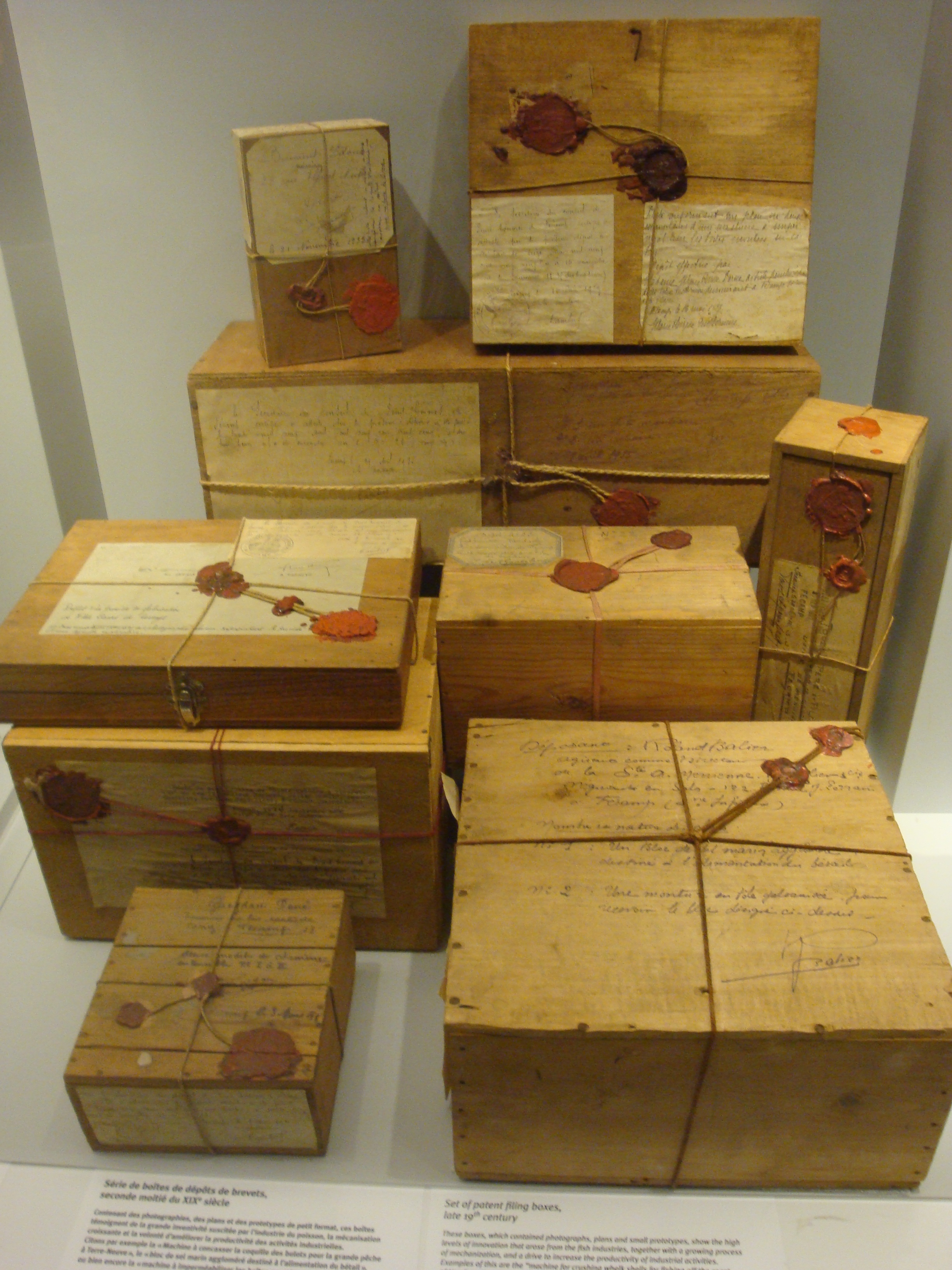
Collection historique de brevets, seconde moitié du XIXe siècle.
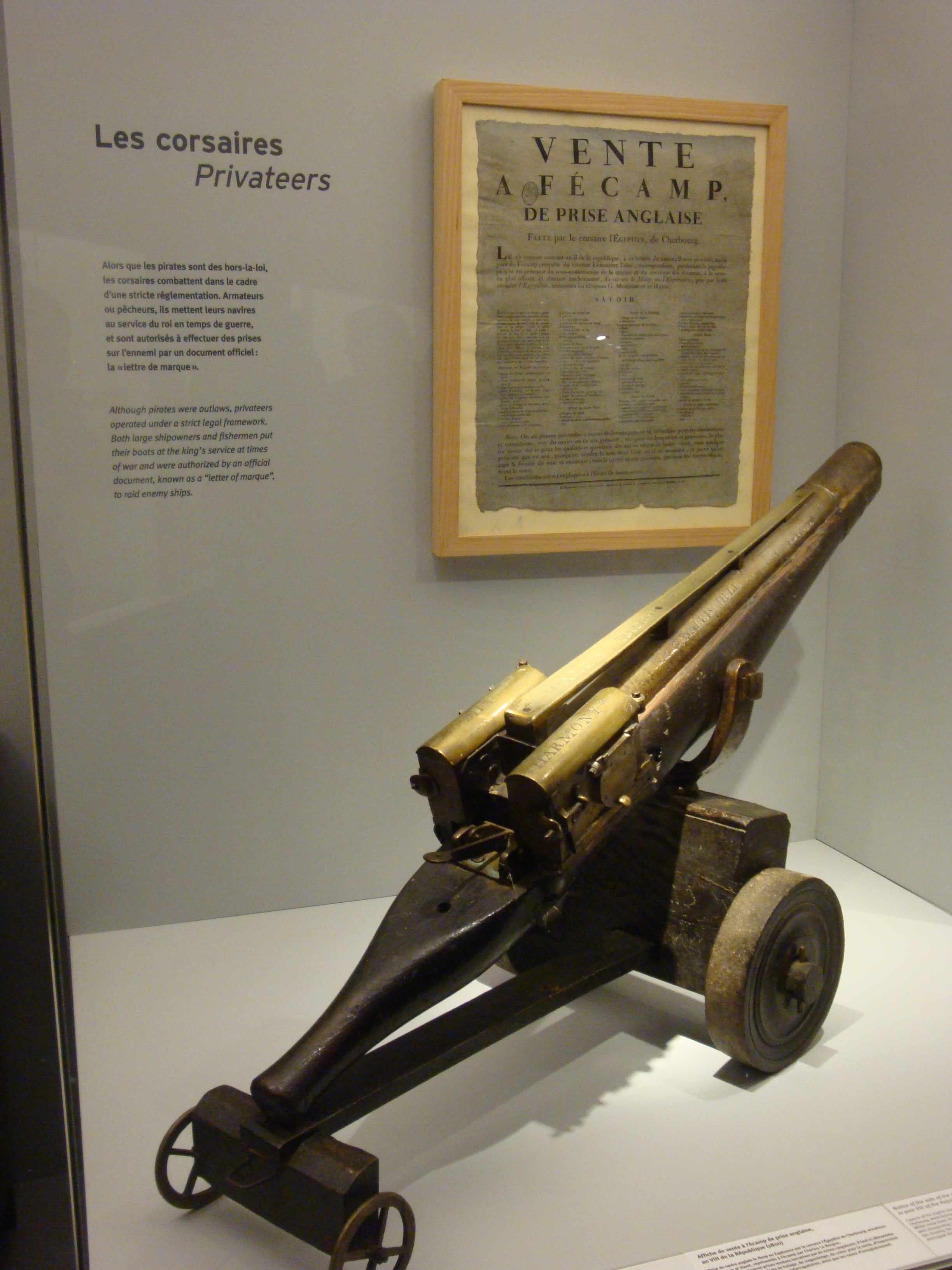
Pierrier provenant du brick anglais Harmony, fin du XVIIIe siècle.
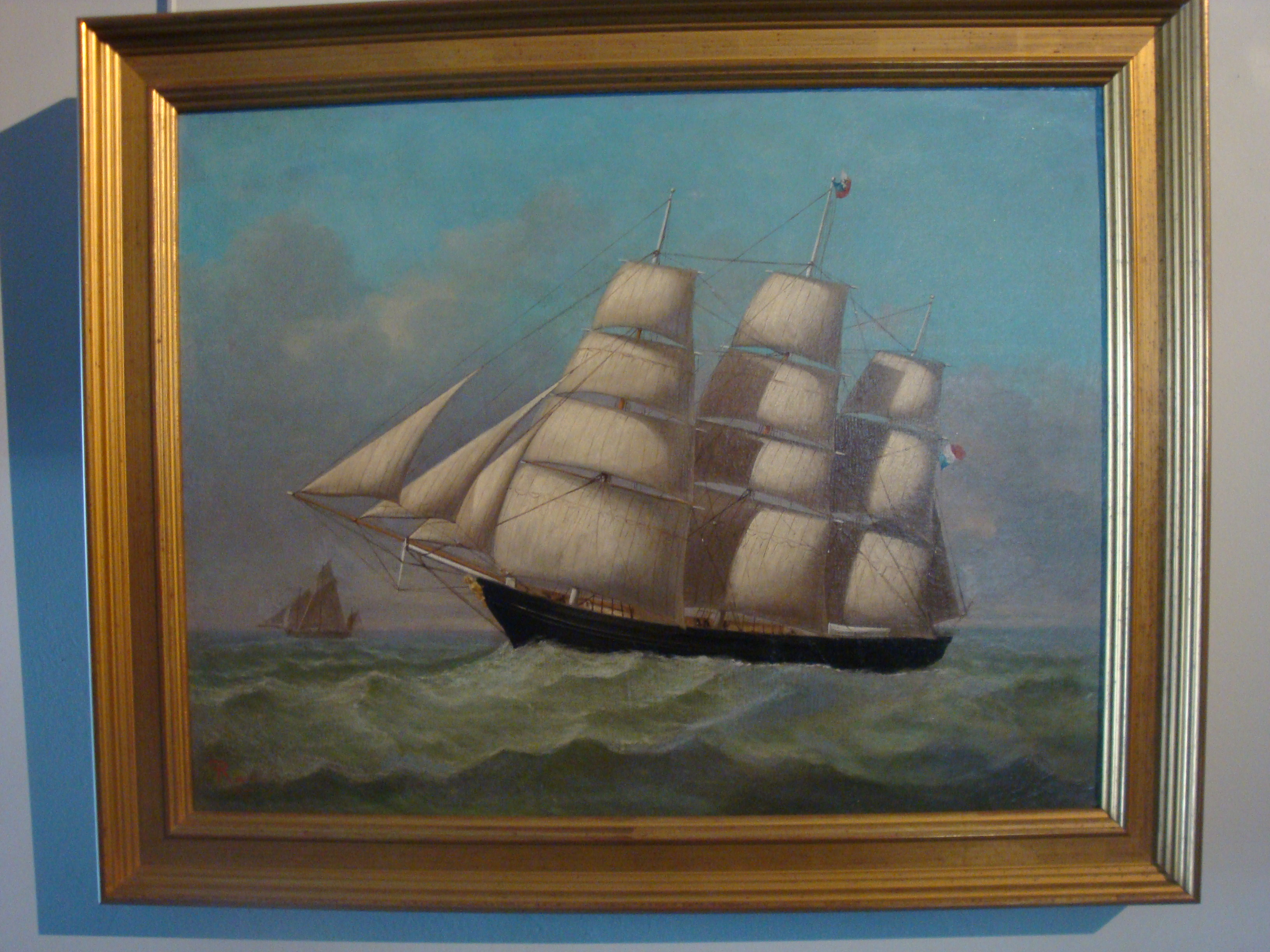
Portrait de trois-mâts.
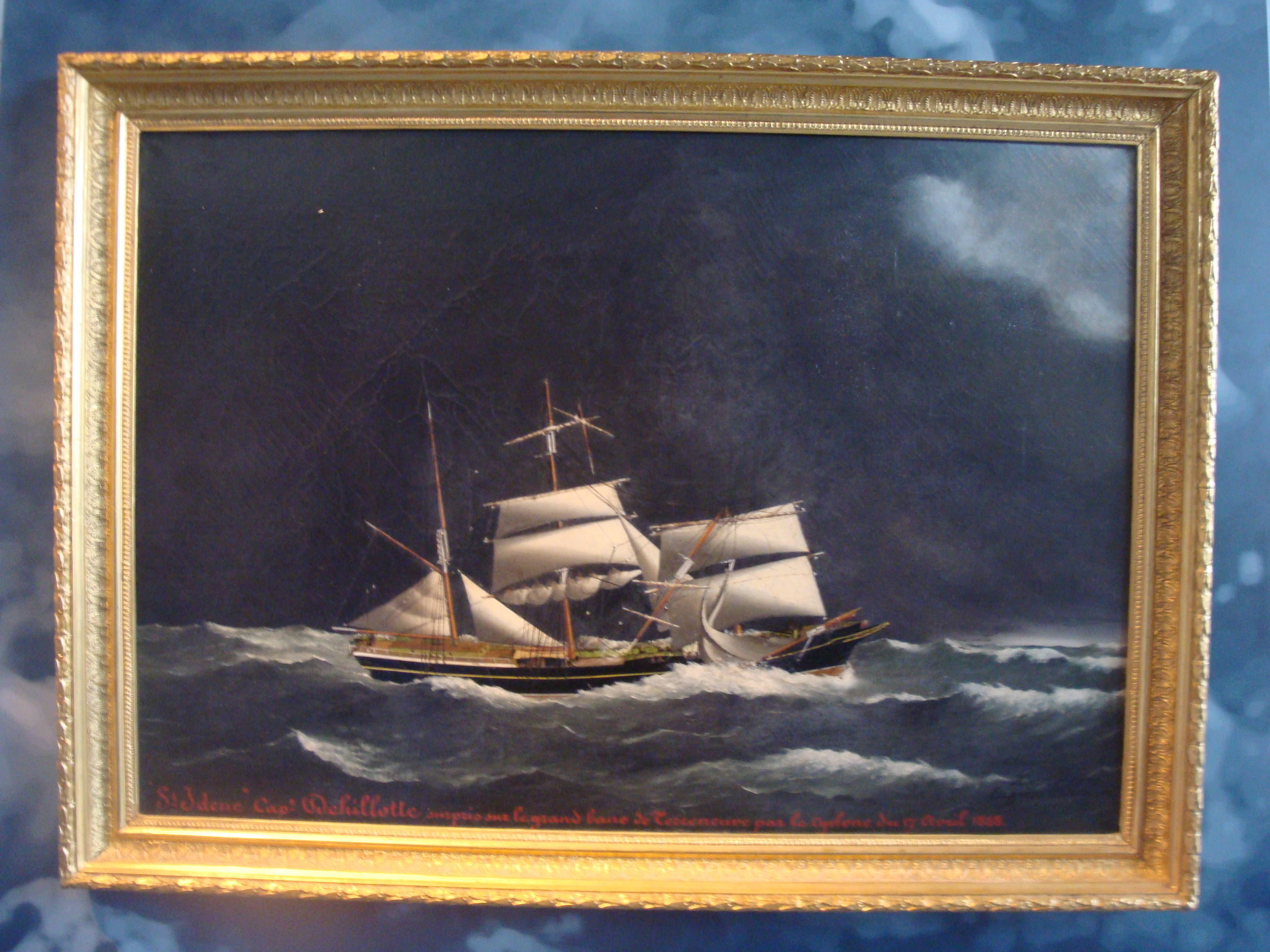
Naufrage par Eugène Grandin

### Les différents types de pêche
Le musée présente les collections anciennement exposées dans le Musée des Terre-Neuvas et de la pêche (1988-2012), selon trois parcours correspondant aux trois types de pêche ayant marqué l'histoire de la cité : la pêche au hareng, mentionnée dès le XIe siècle dans les comptes de l'abbaye de la Sainte-Trinité, la pêche à la morue pratiquée du XVIe siècle au XXe siècle et enfin la pêche fraîche. L'histoire des Terre-Neuvas fécampois occupe une large division de la séquence Marine et Pêches. La pêche morutière a occupé un rôle important dans l'économie lorsque la ville se classait comme premier port morutier de France au XIXe siècle.
L'hommage aux sociétés de sauvetage en mer fait l'objet d'un espace supplémentaire. Des maquettes et des tableaux y sont présentés, dont des portraits de sauveteurs comme celui d'Onésime Frébourg (1853-1923), l'un des plus célèbres charpentiers de navires et sauveteur fécampois au XIXe siècle, récompensé par la croix de chevalier de la Légion d'honneur en 1901. Cette dernière est également conservée au Musée.

### Chantiers navals et outils de pêche
Son parcours se construit sur le plan technique avec une mention particulière pour le doris le plus ancien conservé dans les collections maritimes françaises, surnommé Popaul datant de 1946. La séquence s'enrichit de vitrines présentant les chantiers navals de Fécamp avec les maquettes de chantier des goélettes lÉtoile et la Belle Poule (aujourd'hui navire-école de la Marine nationale) et les gabarits de doris y trouvent une place de choix.

### Maquettes et tableaux
Une riche collection de maquettes de voiliers et de chalutiers est présentée, dont des maquettes de prestiges. Ces dernières se présentent sous la forme d’une demi-coque placée contre un miroir donnant l’illusion d’un navire complet. Ces maquettes, d’une grande précision, étaient commandées par l’armateur qui les validait pour la construction finale. Ensuite, la maquette se retrouvait dans le bureau de l’armateur.
Aussi, les tableaux de trois-mâts jalonnent ce parcours et trouvent une place de choix dans une alcôve dédiée aux portraits de navires, réalisés par Eugène Grandin, Louis Honoré Frédéric Gamain et Édouard Adam, pour le compte d'armateurs fécampois du XIXe siècle.

### Témoignages
Sur le plan ethnographique, les collections présentent sur des supports multimédias une riche collecte de témoignages sonores et d'archives cinématographiques. Des bornes auditives et des films permettent aux visiteurs de découvrir la vie des marins terre-neuvas au XIXe siècle, mais aussi l'activité sociale et économique de la ville autour de la pêche.

## Séquence Beaux-Arts

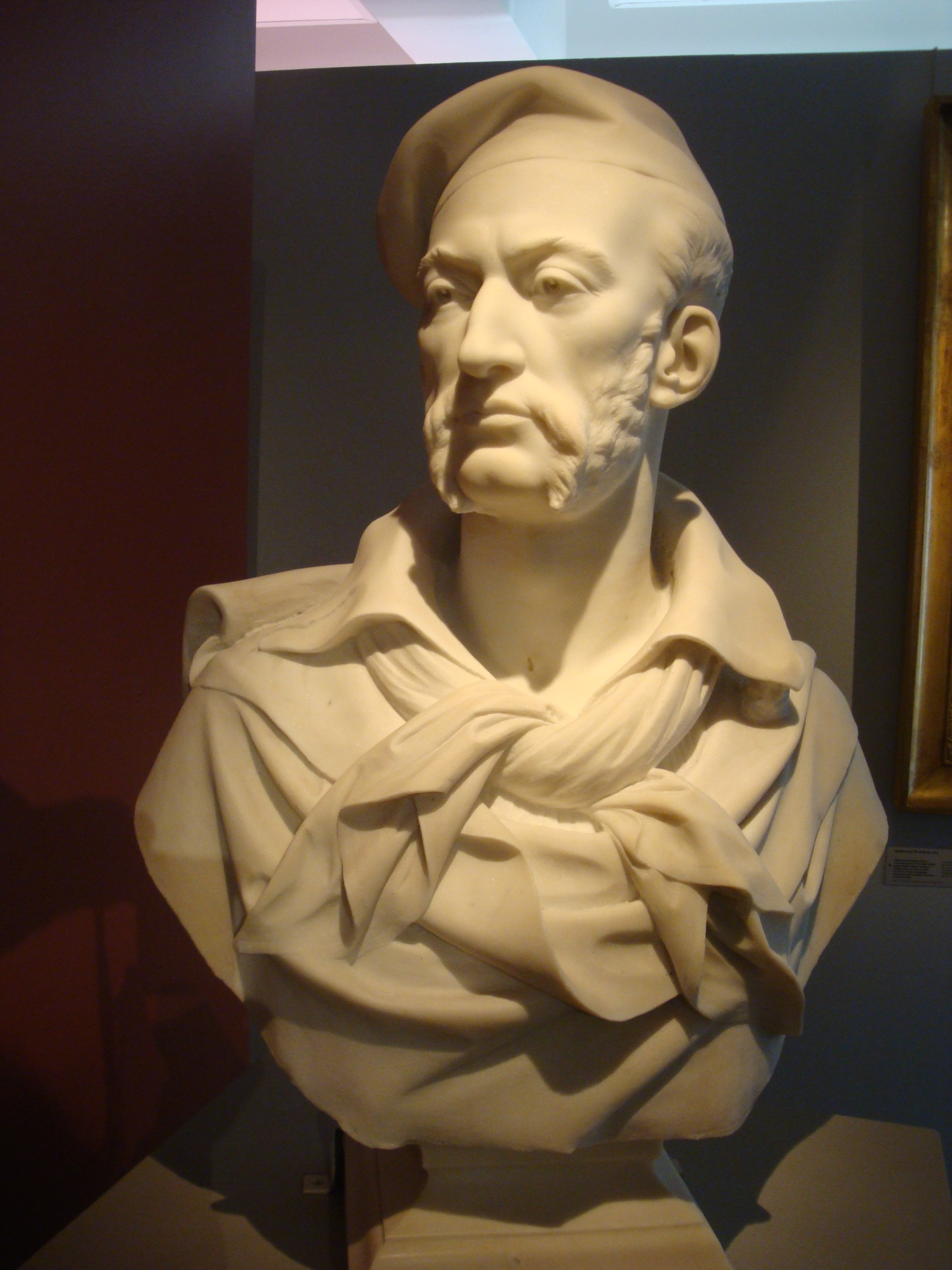
Buste de Géricault, par François-Alexandre Devaux - 1897
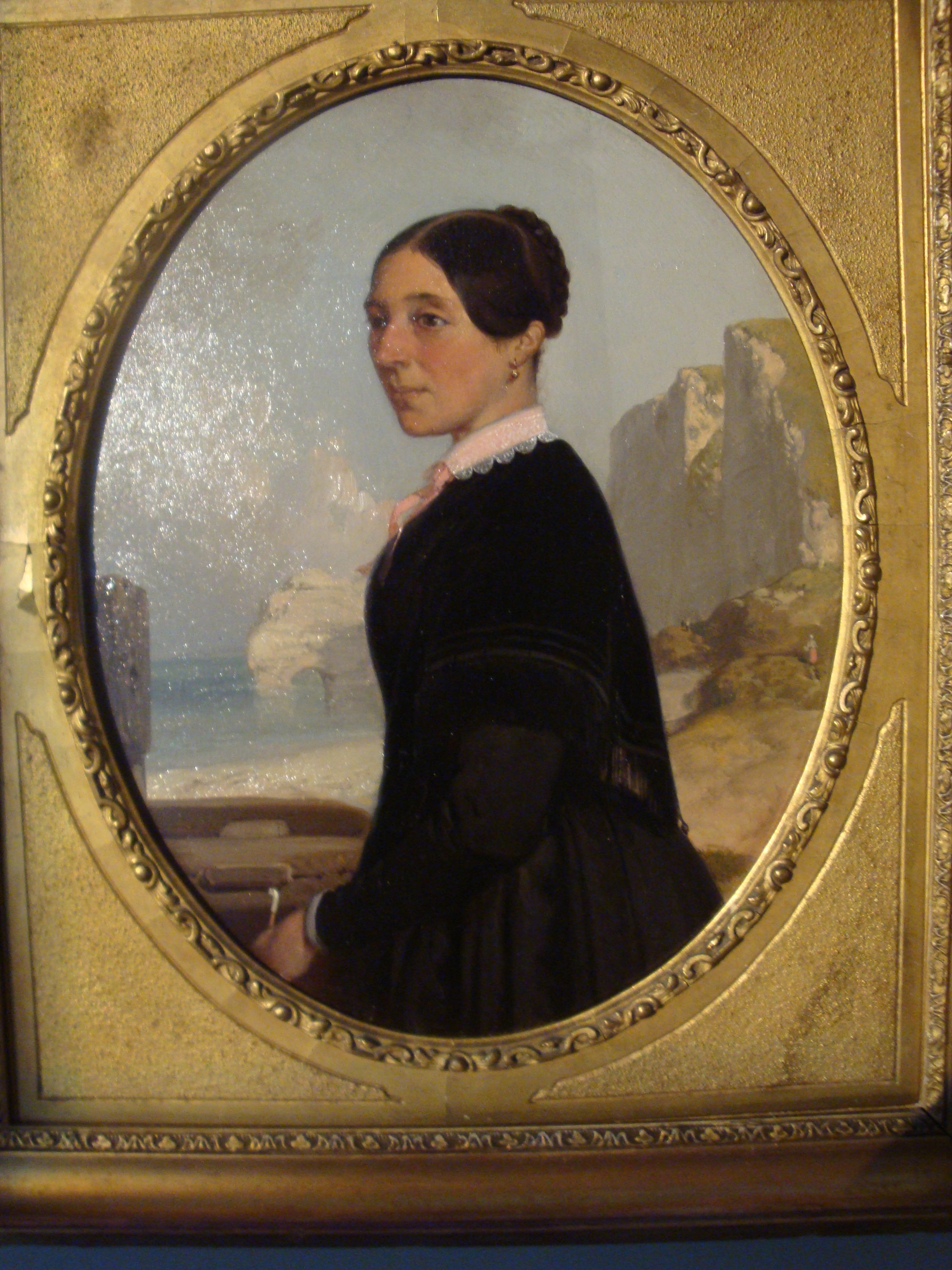
Eugène Le Poittevin (1806-1870) - Portrait de Césaire Blanquet à Étretat
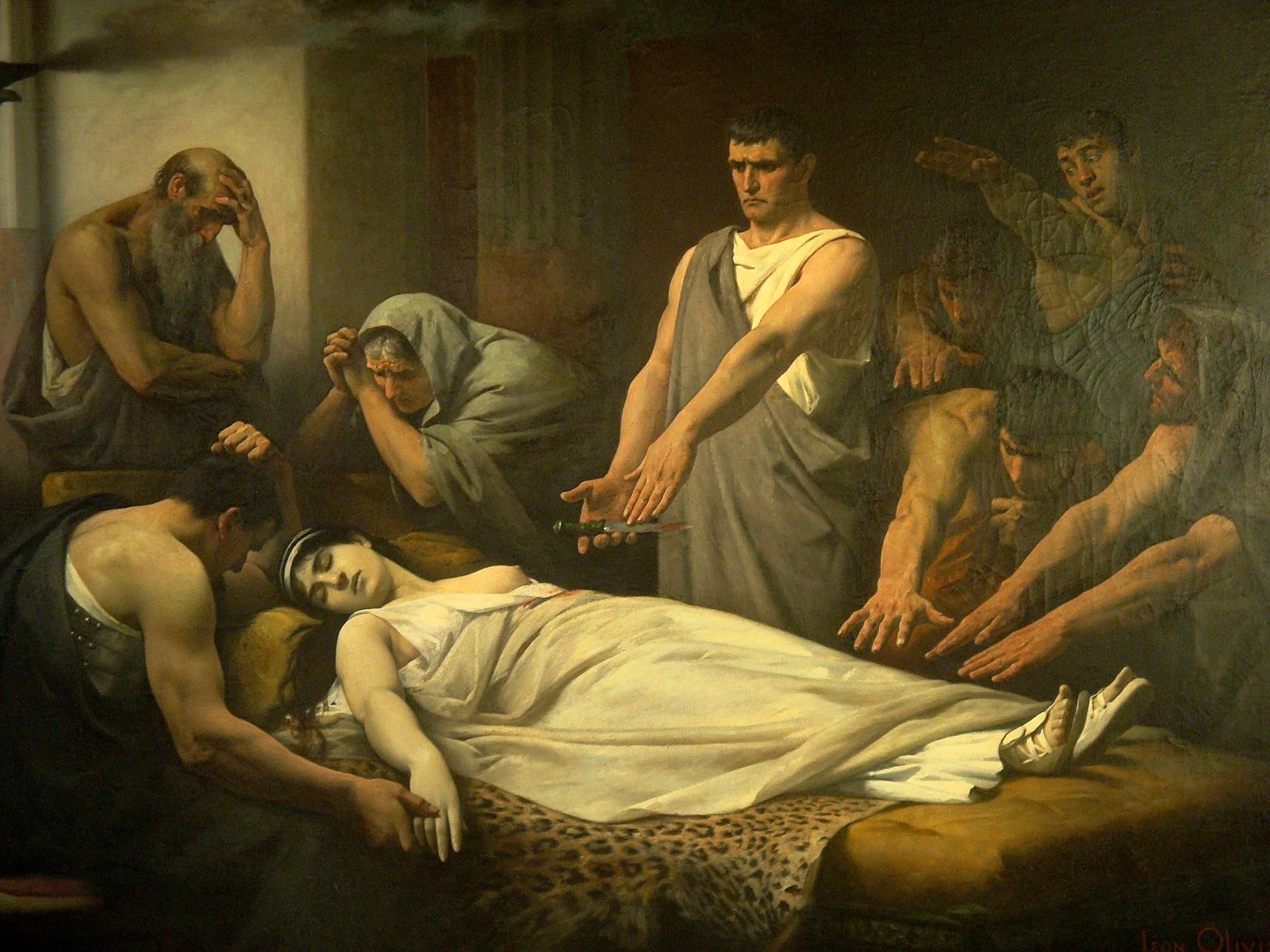
Léon Olivié - Le serment de Brutus sur le corps de Lucrèce- 1879 - Musée des Pêcheries - Fécamp
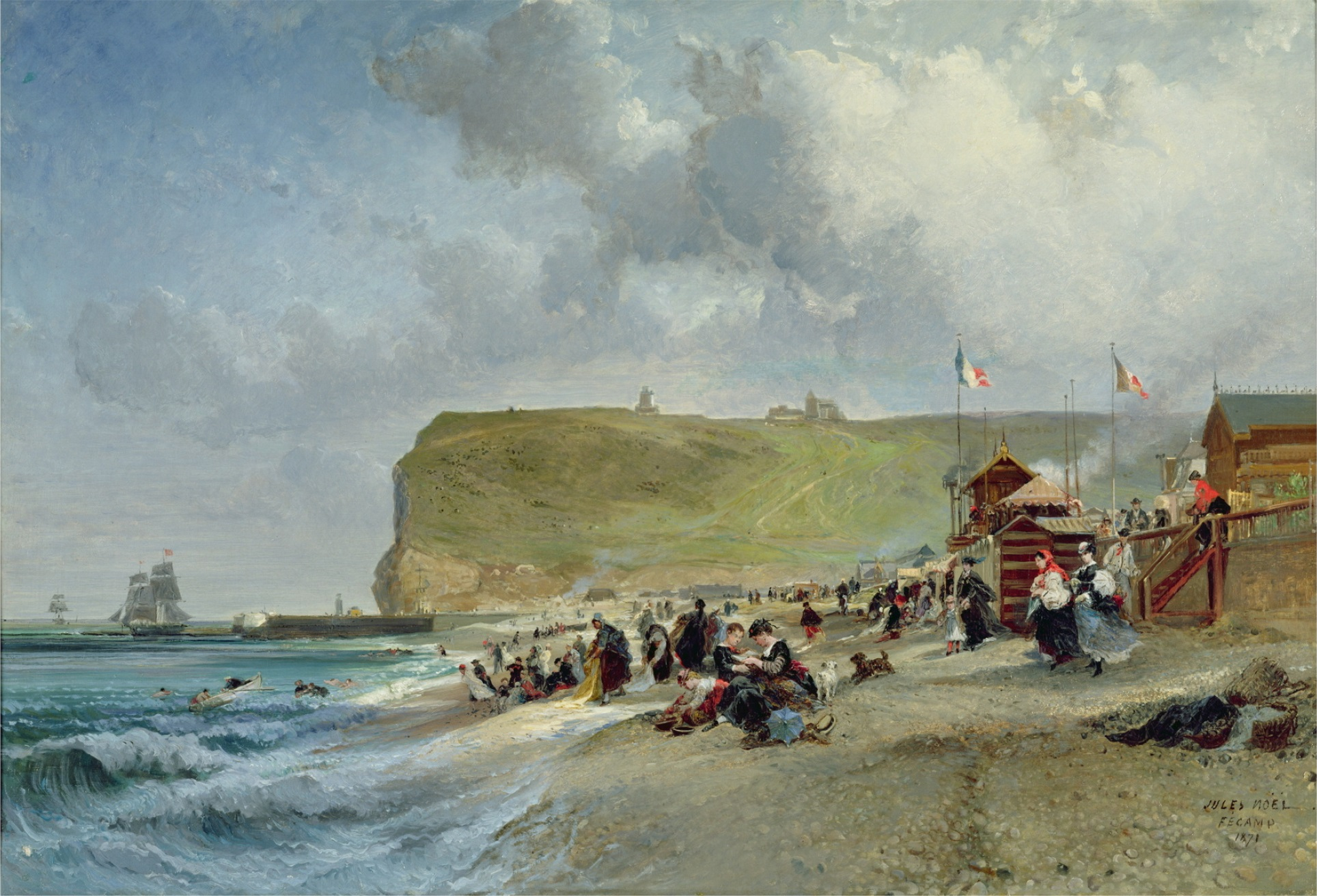
Jules Noël - Crinolines sur la plage, Fécamp (1871)
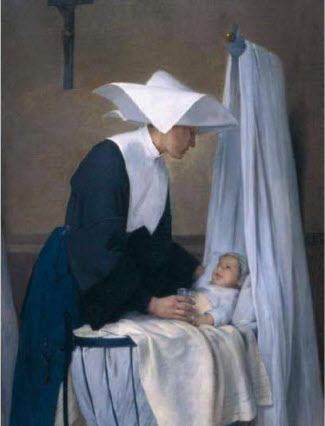
Uranie Colin-Libour - La charité, intérieur d’une crèche (1888)

### Peinture
Le musée présente des œuvres allant du XVIe siècle à nos jours avec Eugène Lepoittevin, Émile Schuffenecker, Jules Noël, Jules et Georges Diéterle, Pierre-Charles Le Mettay, Henri de Saint-Delis, Uranie Colin-Libour, Saint-Igny, Jean-Paul Laurens, Léon Cogniet, Édouard Toudouze, Alexeï Bogolioubov, Henry E. Burel, Martine Dubilé…

### Sculpture
Les collections sont enrichies de sculptures comme celles de François-Alexandre Devaux, Alfred Boucher, ce dernier était le professeur de Camille Claudel, et Yvonne Diéterle, dont l'œuvre intitulée Le Sommeil (1903) est présentée au 2e étage du musée des Pêcheries.

### Tunnel des dessins
Le musée possède une importante collection d’arts graphiques avec des dessins remontant au XVIe siècle et des œuvres d’Eugène Delacroix. Afin de les préserver, ces œuvres fragiles sont présentées par roulement dans le tunnel des dessins. Depuis 2018, le musée des Pêcheries présente des dessins par thèmes. En 2019, c'est la prestigieuse série de 28 portraits dessinés de la Renaissance qui a été exposée par roulement. Ces portraits avaient été légués au musée de Fécamp en 1950 par André-Paul Leroux.

## Séquence Vie cauchoise

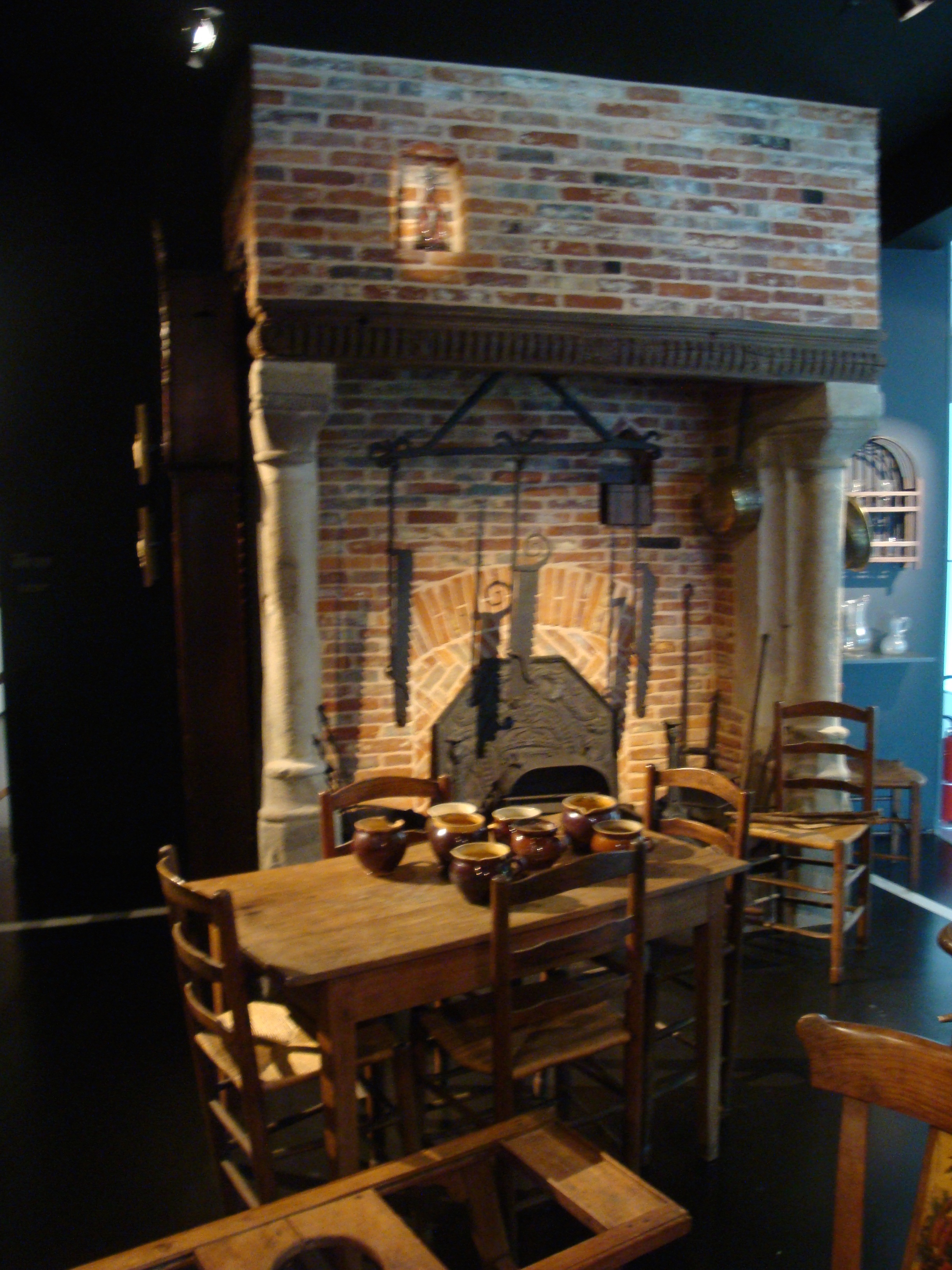
Séquence Vie cauchoise, Musée des Pêcheries.

La collection ethnographique, traitant du Pays de Caux, est illustrée par la présentation de meubles, céramiques, costumes et bijoux régionaux, au travers d'une muséographie originale conçue par le muséographe Achim von Meier. Des objets de la vie traditionnelle sont également associés à des espaces de vie.
Le mobilier exposé dans cette séquence comprend des coffres normands du XVIe siècle ainsi que des armoires de mariage en chêne aux fins décors sculptés d'époque Louis XVI. Contenant le trousseau de l'épouse, l’armoire de mariage revêt une importance particulière en pays de Caux.
Des costumes traditionnels cauchois sont présentés dans cette section comme une blaude de travail, le vêtement emblématique des paysans cauchois, et une cape de gros drap. Ces capes, appelées aussi pelisses ou capots, étaient fermées par une agrafe composée de deux plaques en argent moulé. Une collection d'agrafes est exposée aux côtés de ces costumes traditionnels.

### Céramiques
L’artisanat régional est mis en lumière à travers la présentation de faïences de Rouen du XVIIIe et de faïences fines du Havre de la fabrique des frères Anselme et Fortuné Delavigne.
De nombreuses céramiques anglaises, appelées « lusterware », agrémentent cette riche collection. Elles ont la particularité d’avoir un reflet métallique. Ramenées de leurs voyages par les Fécampois, ces céramiques étaient très appréciées en Normandie et en Bretagne où elles étaient surnommées alors « faïence de Jersey » car elles transitaient le plus souvent par l’île de Jersey bien que leur  production se faisait à Sunderland ou dans le Staffordshire.

## Séquence musée de l'Enfance

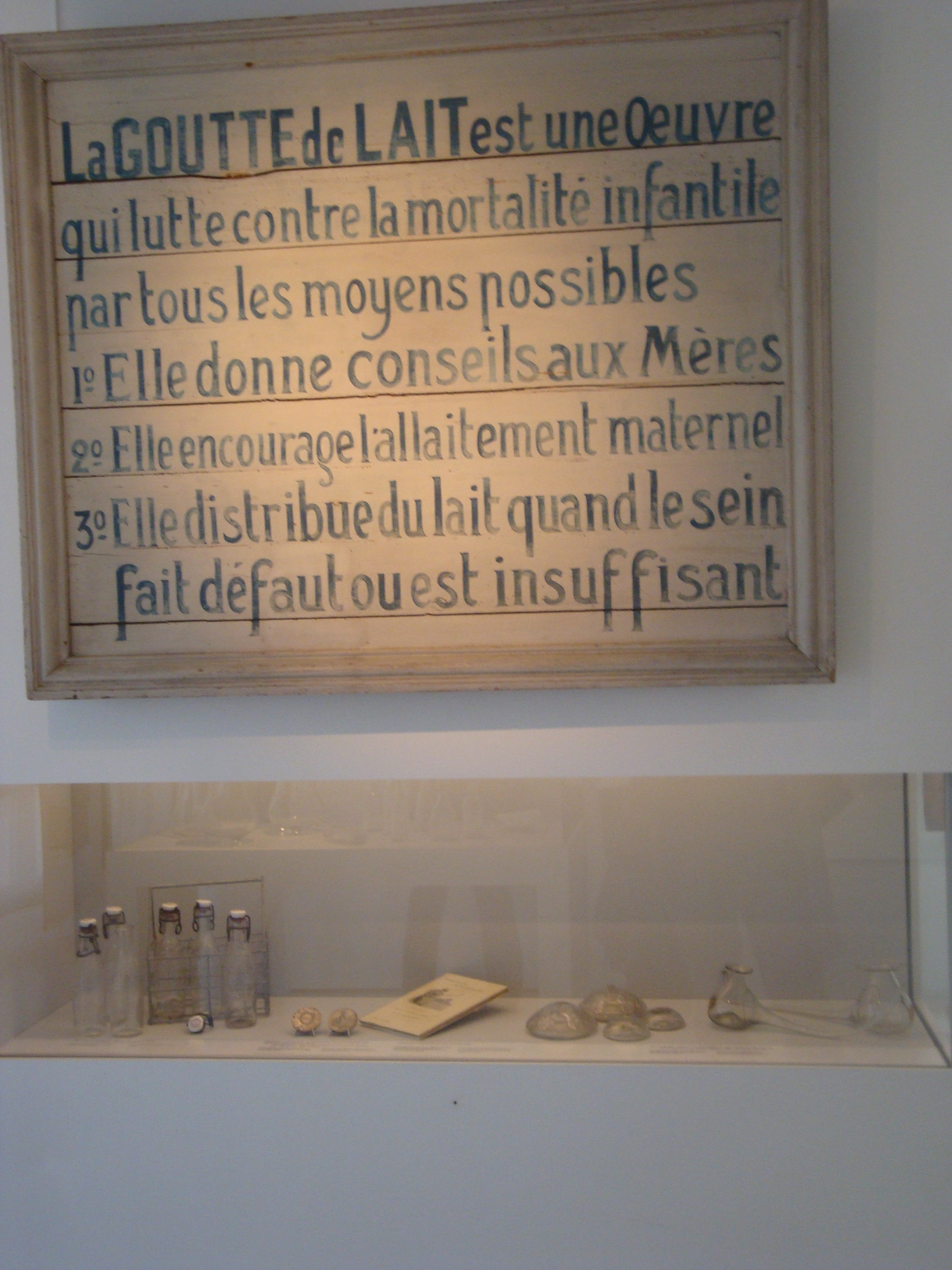
La Goutte de lait de Léon Dufour.

Cette séquence s'articule autour de la collection du docteur Léon Dufour, pédiatre et créateur à partir de 1894 de « La Goutte de lait », organisation qui fut très active pour promouvoir la stérilisation du lait destiné aux nourrissons. Le musée présente une belle collection de biberons et d'objets liés à la petite enfance.

### Historique du musée de l'Enfance
Léon Dufour (1856-1928) est un médecin hygiéniste et pédiatre français qui fonde l’œuvre de La Goutte de lait en 1894. L’organisation a pour but de distribuer aux enfants le nécessitant des biberons de lait stérilisé. Durant toute sa vie, il collectionne des objets du monde entier en relation avec l’enfance. À partir des objets qu’il réunit, il ouvre le musée de l’Enfance en 1918 dans un but très clairement pédagogique et hygiéniste. Le musée se trouve au siège de l’œuvre de La Goutte de lait à Fécamp.
En 1933, le musée est transféré au Pavillon de l’enfance et sera fermé définitivement en 1958. Il faudra attendre 1997 avec l’exposition « Les biberons du docteur Dufour » pour redécouvrir l’importance des collections liées à l’enfance.
Depuis décembre 2017, les collections du docteur Léon Dufour ont désormais trouvé une place importante aux Pêcheries, Musée de Fécamp. Nommée Musée de l’enfance, cette section est entièrement consacrée à l’œuvre de la Goutte de lait et aux objets liées à l’enfance.

### Les biberons du docteur Léon Dufour
L’œuvre de La Goutte de lait avait pour but de lutter contre la forte mortalité infantile sévissant à l’époque. Cela passait par un biberon sain et stérilisé, contrairement aux biberons à long tuyau où le lait stagnait et les microbes se développaient.
L’œuvre de La Goutte de lait a été fondée à Fécamp et elle s’est diffusée partout dans le monde. Ainsi,  la séquence enfance des Pêcheries présente des biberons distribués par l’œuvre de la Goutte de lait mais aussi des biberons venant de diverses époques et provenances.

### Les autres collections
Les collections du docteur Léon Dufour se composent également d’objets liés à l’enfance comme des berceaux, des bonnets et des porte-bébés. Des objets plus étonnants composent cette collection comme des grigris utilisés en tant que remèdes populaires et confisqués par le docteur Dufour à ses patients fécampois.

## Le cabinet de curiosités
Inauguré en septembre 2018, le cabinet de curiosités réunit des objets rares et insolites ramenés du monde entier par des navigateurs au long-cours et des collectionneurs fécampois. Le cabinet réunit entre autres des objets de l’Antiquité égyptienne et précolombienne, des nacres sculptées, du travail de marins, des ivoires, de la céramique chinoise ou encore de la verrerie de Venise.

## Expositions temporaires
Les expositions temporaires qui ont eu lieu aux Pêcheries - Musée de Fécamp :
- Travailleurs de l’horizon, François Kollar et la mer, 20 janvier 2018 – 30 avril 2018
- Les vitraux de Sarkis aux Pêcheries, 9 juin 2018 – 12 novembre 2018[4]
- Martine Dubilé, Ancrages, 2 mars 2019 – 2 juin 2019[5]
- Bertrand Dorny, itinéraires normands, 29 juin 2019 – 5 janvier 2020[6]
- L'invention d'Étretat - Eugène Le Poittevin, un peintre et ses amis à l'aube de l'impressionnisme[7] 14 juillet – 15 novembre / Festival Impressionniste 2020

## Centre de documentation
Le musée est doté d’un riche fonds d’archives et de documentation, notamment sur l’histoire de Fécamp, l’œuvre de La Goutte de lait et la pêche, spécialement sur la pêche à Terre-Neuve. Le centre de documentation est accessible sur réservation.